# 印象派文学
印象派文学又称印象主义文学，是19世纪后半期、20世纪初期開始形成的一种文學流派。印象派文学受印象派繪畫影響。印象派文学作家在作品中會用大量筆墨展現角色的心理活動以及角色對周圍環境的印象和感受以及他們的情緒，印象派文学筆下的角色不太會對周圍進行邏輯分析以及推敲，作者也不會解釋為什麼這些角色會有這些感受。印象派文学主要代表人物有夏尔·波德莱尔、斯特凡·马拉梅、阿蒂尔·兰波、保罗·魏尔伦。 